# Stambedar
Koordinati:   43°08′46″N, 16°22′50″E
Stambedar je nenaseljen otoček v skupini Peklenskih otokov v srednji Dalmaciji. Otok leži okoli 2 km južno od srednjega dela otoka Sveti Klement. Povrčina otočka je 0,030 km², dolžina obale meri 0,71 km. Najvišji vrh je visok 31 mnm.